# The Taming of the Shrew (film din 1967)
Îmblânzirea scorpiei (titlu originar în engleză The Taming of the Shrew) este un film de comedie romantică istorică din 1967, regizat de Franco Zeffirelli, bazat pe piesa omonimă a lui William Shakespeare, care prezintă povestea unei curtări între două persoane cu voință puternică în Italia secolului al XVI-lea. Elizabeth Taylor (care a și produs filmul) o interpretează pe Kate, iar Richard Burton îl joacă pe Petruchio; ambii au fost nominalizați la premiile BAFTA pentru interpretările lor. Distribuția îi mai include pe Cyril Cusack, Michael Hordern, Michael York și Victor Spinetti în roluri secundare.
„Îmblânzirea scorpiei” a avut premiera la 27 februarie 1967, în cadrul unei proiecții regale la Odeon Theatre din Leicester Square, Londra, eveniment la care a participat și Prințesa Margaret.
La cea de-a 40-a ediție a Premiilor Academiei, filmul a fost nominalizat la categoriile Cel Mai Bun Design de Costume și Cea Mai Bună Direcție de Artă – Decoruri. Richard Burton a fost nominalizat la Globul de Aur pentru Cel Mai Bun Actor – Comedie sau Muzical, iar filmul a fost nominalizat la categoria Cel Mai Bun Film – Comedie sau Muzical. De asemenea, Burton și Taylor au primit nominalizări la premiile BAFTA.
Franco Zeffirelli a regizat trei adaptări cinematografice ale pieselor lui Shakespeare:
1. „Îmblânzirea scorpiei” (1967), cu Elizabeth Taylor și Richard Burton în rolurile principale.
2. „Romeo și Julieta” (1968), în care tinerii Leonard Whiting și Olivia Hussey au interpretat personajele principale.
3. „Hamlet” (1990), cu Mel Gibson în rolul titular.

## Acțiune
Baptista Minola încearcă să-și mărite cele două fiice; totuși, el va accepta căsătoria fiicei sale celei mici, Bianca, numai dacă cineva o va lua de soție pe fiica sa cea mare, Katherina. Katherina este o femeie cu un temperament greu, dar un tânăr nobil plin de viață, Petruchio, își asumă provocarea de a o îmblânzi și de a o lua de soție. O subpoveste implică curtezii Biancăi de către mai mulți pretendenți, printre care se numără chipeșul Lucentio, pretențiosul Hortensio și bătrânul Gremio.

## Producție
Inițial, filmul „Îmblânzirea scorpiei” din 1967 era destinat să o aibă pe Sophia Loren și pe Marcello Mastroianni în rolurile principale. Cu toate acestea, Elizabeth Taylor și Richard Burton au investit peste un milion de dolari în producție și, în loc să primească un salariu, au acceptat un procent din profituri. Filmul a fost filmat în întregime în studiourile lui Dino De Laurentiis din Roma.
Elizabeth Taylor, cunoscută pentru rolurile sale remarcabile în cinematografie, a fost nevoită să înfrunte provocări semnificative în timpul filmării „Îmblânzirea scorpiei” din 1967. Deși soțul ei, Richard Burton, avea experiență în teatrul shakesperian, Taylor nu mai jucase anterior în piese de Shakespeare și a resimțit o mare emoție înainte de începerea filmărilor. Pe măsură ce a căpătat încredere în rolul său, și-a dorit să refacă întreaga primă zi de filmare, considerând că interpretarea ei nu a fost la înălțimea așteptărilor. Deși Franco Zeffirelli, regizorul filmului, a asigurat-o că materialul era satisfăcător, Taylor a insistat, iar în ultima zi de filmare principală, întreaga primă zi a fost reluată.
Rostislav Doboujinsky a fost șeful Departamentului de Design Specializat al filmului.
Filmul „Îmblânzirea scorpiei” a avut premiera regală la Odeon Leicester Square din Londra pe 27 februarie 1967, eveniment la care a participat și Prințesa Margaret, Contesă de Snowdon. 
Wikipedia
Premiera americană a avut loc la Coronet Theatre din New York City pe 8 martie 1967, filmul intrând în distribuție generală a doua zi. 

## Recepție

### Box office
Filmul „Îmblânzirea scorpiei” din 1967 a avut încasări de 8 milioane de dolari în America de Nord, din care 3,54 milioane de dolari au provenit din închirierile cinematografice în acel an, clasându-se pe locul 25 în topul celor mai profitabile filme ale anului. La nivel mondial, încasările totale ale filmului au fost de 12 milioane de dolari. 

### Recepție critică
Filmul „Îmblânzirea scorpiei” din 1967 a fost bine primit de critici. Potrivit site-ului Rotten Tomatoes, 83% dintre criticii profesioniști au oferit filmului o recenzie pozitivă, pe baza a 23 de recenzii, cu o notă medie de 7,5/10. Consensul critic al site-ului menționează: „Poate că nu este suficient de reverent pentru puriști, dar această adaptare a 'Îmblânzirii scorpiei' este prea amuzantă și plină de distracție pentru a o  rezista.

### Premii și nominalizări
| Premiu                                       | Categorie                                            | Nominalizat(i) | Rezultat |
| -------------------------------------------- | ---------------------------------------------------- | --- | -------- |
| Premiile Academiei                           | Cea mai bună regie artistică                         | style="background: #FDD; color: black; vertical-align: middle; text-align: center; " class="no table-no2"\|Nominalizare                                   |          |
| Premiile Academiei                           | Cel mai bun design de costume                        | Danilo Donati și Irene Sharaff \| style="background: #FDD; color: black; vertical-align: middle; text-align: center; " class="no table-no2"\|Nominalizare |          |
| Premiile Academiei Britanice de Film         | Cel mai bun actor britanic                           | Richard Burton \| style="background: #FDD; color: black; vertical-align: middle; text-align: center; " class="no table-no2"\|Nominalizare                 |          |
| Premiile Academiei Britanice de Film         | Cea mai bună actriță britanică                       | Elizabeth Taylor \| style="background: #FDD; color: black; vertical-align: middle; text-align: center; " class="no table-no2"\|Nominalizare               |          |
| Premiile British Society of Cinematographers | Cea mai bună fotografie într-un lungmetraj de teatru | style="background: #99FF99; color: black; vertical-align: middle; text-align: center; " class="yes table-yes2"\|Câștigat                                  |          |
| Premiile David di Donatello                  | Cea mai bună producție                               | style="background: #99FF99; color: black; vertical-align: middle; text-align: center; " class="yes table-yes2"\|Câștigat                                  |          |
| Premiile David di Donatello                  | Cel mai bun actor străin                             | style="background: #99FF99; color: black; vertical-align: middle; text-align: center; " class="yes table-yes2"\|Câștigat                                  |          |
| Premiile David di Donatello                  | Cea mai bună actriță străină                         | style="background: #99FF99; color: black; vertical-align: middle; text-align: center; " class="yes table-yes2"\|Câștigat                                  |          |
| Premiile Globul de Aur                       | Cel mai bun film – muzical sau comedie               | style="background: #FDD; color: black; vertical-align: middle; text-align: center; " class="no table-no2"\|Nominalizare                                   |          |
| Premiile Globul de Aur                       | Cel mai bun actor într-un film – muzical sau comedie | style="background: #FDD; color: black; vertical-align: middle; text-align: center; " class="no table-no2"\|Nominalizare                                   |          |
| Nastro d'Argento                             | Cel mai bun design de costume                        | style="background: #99FF99; color: black; vertical-align: middle; text-align: center; " class="yes table-yes2"\|Câștigat                                  |          |
| Nastro d'Argento                             | Cel mai bun design de producție                      | style="background: #FDD; color: black; vertical-align: middle; text-align: center; " class="no table-no2"\|Nominalizare                                   |          |
| Premiile National Board of Review            | Top zece filme                                       | style="background: #99FF99; color: black; vertical-align: middle; text-align: center; " class="yes table-yes2"\|Câștigat                                  |          |

## Comparație cu materialul sursă
Scenariul filmului elimină majoritatea subtramelor dintre Lucentio și Bianca, precum și întregul cadru narativ cu Christopher Sly. Alte scene au dialogul redus sau replici mutate între personaje. De asemenea, filmul introduce scene suplimentare, cu puțin sau niciun dialog, concentrându-se pe relația dintre Kate și Petruchio.
Elizabeth Taylor interpretează discursul final al lui Kate fără nicio ironie evidentă (spre deosebire de zâmbetul lui Mary Pickford în filmul din 1929); totuși, procesul ei de „îmblânzire” este aparent subminat de ieșirea rapidă de la banchet, ceea ce îl determină pe Petruchio (jucat de Richard Burton) să o urmărească, în timp ce ceilalți bărbați o ironizează. Conform interpretării lui Harold Bloom asupra piesei, Katherina „sfătuiește femeile cum să conducă absolut, prefăcându-se că ascultă”.